# Gabriel's Oboe
Gabriel's Oboe는 1986년 영화 《미션》의 메인 테마곡이다. 이탈리아의 작곡가 엔니오 모리코네가 작곡했으며, 요요마, 홀리 고닉 등 수많은 아티스트에 의해 편곡됐다. 영국의 가수 사라 브라이트만이 자신의 곡 "Nella Fantasia"를 만들 때, 모리코네에게 가브리엘 오보에에 가사 붙이는 것에 허락을 구한 일화가 있다.